# Барон Тревесин и Оакси
Барон Тревесин из Блаенгавни в графстве Монмунтшир — наследственный титул в системе Пэрства Соединённого королевства. Он был создан 24 августа 1921 года для известного судьи сэра Альфреда Лоуренса (1843—1936), лорда главного судьи Англии и Уэльса с 1921 по 1922 год. Его третий сын, достопочтенный Джеффри Лоуренс (1880—1971), также был известным юристом и занимал должность главного британского судьи на Нюрнбергском процессе над нацистами. Лорд Оакси был одним из членов Палаты лордов по рассмотрению апелляций (1947—1957). 13 января 1947 года он был возведён в звание пэра как барон Оакси  из Оакси в графстве Уилтшир. В 1959 году он стал преемником своего старшего брата, Чарльза Тревора Лоуренса, 2-го барона Треветина (1879—1959), в качестве 3-го барона Тревесина, хотя он по-прежнему был известен ка лорд Оакси.
По состоянию на 2024 год носителем титулов был его внук, Патрик Джон Тристрам Лоуренс, 5-й барон Тревесин и 3-й барон Оакси (род. 1960), который стал преемником своего отца в 2012 году. Он заседает в Палате лордов в качестве независимого депутата после довыборов в Палату лордов 2015 года.

## Бароны Тревесин (1921)
- 1922—1936: Альфред Тристрам Лоуренс, 1-й барон Тревесин  (24 ноября 1843 — 3 августа 1936), старший сын Дэвида Лоуренса[1];
- 1936—1959: Чарльз Тревор Лоуренс, 2-й барон Тревесин  (29 мая 1879 — 25 июня 1959), второй сын предыдущего[2];
- 1959—1971: Джеффри Лоуренс, 3-й барон Тревесин, 1-й барон Оакси  (2 декабря 1880 — 28 августа 1971), младший брат предыдущего[3];
- 1971—2012: Джон Джеффри Тристрам Лоуренс, 4-й барон Тревесин, 2-й барон Оакси  (21 марта 1929 — 5 сентября 2012), единственный сын предыдущего[4];
- 2012 — настоящее время: Патрик Джон Тристрам Лоуренс, 5-й барон Тревесин, 3-й барон Оакси  (род. 29 июня 1960), единственный сын предыдущего[5];
  - Наследник титула: достопочтенный Оливер Джон Тристрам Лоуренс (род. 17 мая 1990), единственный сын предыдущего[6].

## Бароны Оакси (1947)
- 1947—1971: Джеффри Лоуренс, 1-й барон Оакси  (2 декабря 1880 — 28 августа 1971), третий (младший) сын Альфреда Тристрама Лоуренса, 1-го барона Тревесина, барон Тревесин с 1959 года[3].

Смотрите дальнейших обладателей титула выше.